# فريرا غومز
فريرا غومز (بالبرتغالية: Ferreira Gomes‏) هي بلدية تقع في البرازيل في أمابا. يقدر عدد سكانها بـ 6,714 نسمة ومساحتها 5,046.696 كم2 .